# Run (Snow Patrol)
Run is een nummer van de alternatieve rock en voormalig indieband Snow Patrol. Het nummer werd als tweede single van het derde studioalbum Final Straw uitgebracht. Het nummer zorgde voor de definitieve doorbraak in de mainstream. De Britse zangeres Leona Lewis heeft het nummer gecoverd en bracht haar interpretatie van Run ook uit op single. Na het succes van Just Say Yes, de leadsingle van het compilatiealbum Up to Now, besloot het label Run als de tweede (overall derde) single van het compilatiealbum uit te brengen, zeven jaar na de originele uitgave. Het nummer werd door Radio 538 tot Alarmschijf gekozen.

## Compositie
Run, geproduceerd door Garrett "Jacknife" Lee en geschreven door Gary Lightbody, is in februari 2003 opgenomen in de Britannia Row en The Diving Bell. Het nummer begint met een lage gitaarriff met de lage en duistere zang van Lightbody. Het kenmerkt zich door het trage tempo. In het nummer wordt iemands liefde voor een bepaalde persoon verklaard, terwijl beide afscheid nemen. In tegenstelling tot het duistere couplet, bestaat het refrein uit luid gitaarspel waarin minstens drie elektrische gitaren en snaarinstrumenten meespelen. Daarna volgt het tweede couplet dat de helft korter is dan de eerste, waarna het refrein weer begint. Alleen in plaats van twee keer vier gezongen regels (de lengte van het refrein), gaat het hier om acht keer de vier regels, met in elke regel een andere songtekst. Een gitaarsolo volgt hierna van acht maten, waarna alle instrumenten eruit worden gehaald op de snaarinstrumenten en een elektrische gitaar na, die een riffje speelt. Hierover zingt Lightbody de eerste regels van het refrein en het lied komt aan zijn einde.

### Verschijningen in popcultuur
De muziek van Snow Patrol is erg gewild onder de filmmakers. Zo is Run gebruikt in het Top Gear: The Ultimate Driving Experience album en op het compilatiealbum Acoustic 05. Ook is het te horen in de film The Chumscrubber evenals de tiende aflevering van de tweede seizoen van Rescue Me, de trailer van The Guardian, een aflevering van Doctor Who Confidential, Cold Case, Life As We Know It, de eindscène van de pilotaflevering van Jericho en van de laatste aflevering van het eerste seizoen van One Tree Hill. Daarnaast is het gebruikt in de trailer van Empire Falls.
Het nummer staat op het compilatiealbum Hear of the Year 2005 met nummers die Josten "de beste nummers van het jaar" vond, het compilatiealbum The Acoustic Album uit 2006 en is het bespeelbare nummers op Singstar Rocks!.
Andere compilatiealbums met Run erop zijn Rock Open (2005), Festival (2005), L'Album Rock 3 (2006) en L'album! Une sélection idéale (2006). Een liveversie, opgenomen in de Columbiahalle in Berlijn uit februari 2007 staat op de B-kant van Shut Your Eyes, een single van de band.
De versie van Leona Lewis is opgenomen tijdens het BBC Radio 1-programma Live Lounge. Dit nummer brak in het Verenigd Koninkrijk het record van snelst verkopende digitale uitgave van een single. De uitgave bereikte de eerste plaats in de hitlijsten van het Verenigd Koninkrijk, Ierland en Oostenrijk.

## Commerciële ontvangst
Het nummer bracht Snow Patrol's eerste mainstream succes door onder andere de vijfde positie te halen in de Britse UK Singles Chart. In totaal kwam het nummer zeven maal terug in de lijst met een re-entry en stond er 37 weken in. Na de verschijning van Leona Lewis' versie, kwam het nummer opnieuw in Britse lijst en ditmaal bereikte het de 28ste plek. Het was bovendien de tweede notering in de Nederlandse Single Top 100 na Chocolate. Het behaalde de 71ste positie en stond er acht weken in.
| "Run" in de Nederlandse Top 40 - binnen: 27-02-2010 | "Run" in de Nederlandse Top 40 - binnen: 27-02-2010 | "Run" in de Nederlandse Top 40 - binnen: 27-02-2010 | "Run" in de Nederlandse Top 40 - binnen: 27-02-2010 | "Run" in de Nederlandse Top 40 - binnen: 27-02-2010 | "Run" in de Nederlandse Top 40 - binnen: 27-02-2010 | "Run" in de Nederlandse Top 40 - binnen: 27-02-2010 | "Run" in de Nederlandse Top 40 - binnen: 27-02-2010 | "Run" in de Nederlandse Top 40 - binnen: 27-02-2010 | "Run" in de Nederlandse Top 40 - binnen: 27-02-2010 |
| Week                                                | 1                                                   | 2                                                   | 3                                                   | 4                                                   | 5                                                   | 6                                                   | 7                                                   | 8                                                   |                                                     |
| --------------------------------------------------- | --------------------------------------------------- | --------------------------------------------------- | --------------------------------------------------- | --------------------------------------------------- | --------------------------------------------------- | --------------------------------------------------- | --------------------------------------------------- | --------------------------------------------------- | --------------------------------------------------- |
| Nummer                                              | 32                                                  | 23                                                  | 22                                                  | 22                                                  | 22                                                  | 26                                                  | 25                                                  | 30                                                  | uit                                                 |

| "Run" in de Nederlandse Single Top 100 - binnen: 07-08-2004 | "Run" in de Nederlandse Single Top 100 - binnen: 07-08-2004 | "Run" in de Nederlandse Single Top 100 - binnen: 07-08-2004 | "Run" in de Nederlandse Single Top 100 - binnen: 07-08-2004 | "Run" in de Nederlandse Single Top 100 - binnen: 07-08-2004 | "Run" in de Nederlandse Single Top 100 - binnen: 07-08-2004 | "Run" in de Nederlandse Single Top 100 - binnen: 07-08-2004 | "Run" in de Nederlandse Single Top 100 - binnen: 07-08-2004 | "Run" in de Nederlandse Single Top 100 - binnen: 07-08-2004 | "Run" in de Nederlandse Single Top 100 - binnen: 07-08-2004 | "Run" in de Nederlandse Single Top 100 - binnen: 07-08-2004 | "Run" in de Nederlandse Single Top 100 - binnen: 07-08-2004 | binnen: 13-03-2010 | binnen: 13-03-2010 | binnen: 13-03-2010 | binnen: 13-03-2010 | binnen: 13-03-2010 |
| Week                                                        | 1                                                           | 2                                                           | 3                                                           | 4                                                           | 5                                                           | 6                                                           |                                                             | 7                                                           |                                                             | 8                                                           |                                                             | 9                  | 10                 | 11                 | 12                 |                    |
| ----------------------------------------------------------- | ----------------------------------------------------------- | ----------------------------------------------------------- | ----------------------------------------------------------- | ----------------------------------------------------------- | ----------------------------------------------------------- | ----------------------------------------------------------- | ----------------------------------------------------------- | ----------------------------------------------------------- | ----------------------------------------------------------- | ----------------------------------------------------------- | ----------------------------------------------------------- | ------------------ | ------------------ | ------------------ | ------------------ | ------------------ |
| Nummer                                                      | 88                                                          | 83                                                          | 71                                                          | 80                                                          | 86                                                          | 98                                                          | uit                                                         | 95                                                          | uit                                                         | 97                                                          | uit                                                         | 76                 | 75                 | 81                 | 92                 | uit                |

### NPO Radio 2 Top 2000
| Nummer met noteringen in de NPO Radio 2 Top 2000 | '10 | '11 | '12 | '13 | '14 | '15 | '16 | '17 | '18 | '19 | '20 | '21 | '22 | '23 | '24 |
| ------------------------------------------------ | --- | --- | --- | --- | --- | --- | --- | --- | --- | --- | --- | --- | --- | --- | --- |
| Run                                              | 327 | 198 | 207 | 179 | 288 | 275 | 292 | 312 | 264 | 322 | 347 | 394 | 391 | 419 | 406 |

1. ↑  Een vetgedrukt getal geeft de hoogste notering aan.
2. ↑  2010 was het eerste jaar met een notering voor dit nummer.

## Tracklist

### Nederlandse cd-single
1. "Run" (Albumversie) — 05:57
2. "Post Punk Progression" — 03:23
3. "Spitting Games (2001 Country Version)" — 04:18
4. "Run" (Videoclip)

### Download
1. "Run" (Revised Album Version) — 05:57
2. "Post Punk Progression" — 03:23

### 10"
Beperkte editie: 500 exemplaren
- A: "Run (Jackknife Lee Remix)"
- B: "Run (Freelance Hellraiser Remix)"

### Cd-single
1. "Run" (Videoclip)
2. "Post Punk Progression"
3. "Spitting Games (2001 Country Version)" — 04:18

### 7"
- A: "Run" (Albumversie) — 05:57
- B: "Post Punk Progression"

### Britse promo-cd
1. "Run" (Radio Edit) — 04:15

### Amerikaanse promo-cd
1. "Run" (Radio Edit) — 04:15
2. "Run" (Albumversie) — 05:57

## Medewerkers
- Schrijver: Gary Lightbody
- Muziek: Iain Archer, Gary Lightbody, Mark McClelland, Nathan Connolly, Jonny Quinn
- Zanger: Gary Lightbody
- Achtergrondvocalen: Gary Lightbody, Nathan Connolly
- Gitaar: Gary Lightbody, Nathan Connolly
- Drums: Jonny Quinn
- Engineer: Dan Swift
- Mixer: Chris Lord-Alge
- Producer: Garrett Lee

- Fotografie: Ernst Fischer
- Strijkersarrangement: James Banbury
- Strijkersassistent: Jeff Mclaughlin
- Contrabas: Mark McClelland
- Cello: James Banbury
- Altviool: Bruce White
- Viool: Alison Dods , Fiona McCapra
- Opgenomen in de Britannia Row/The Diving Bell in Ierland.

## Leona Lewis-versie
Run is ook de tweede en laatste single (vierde overall) van Spirit: The Deluxe Edition, de heruitgave van Leona Lewis' Spirit. Zij bracht deze op 1 december 2008 in het Verenigd Koninkrijk uit en bereikte hiermee de snelstverkopende digitale single ooit in de eerste twee dagen. In Nederland verscheen de single op 12 december 2008; het nummer overleefde de tipparade niet.

### Achtergrondinformatie
Run is in 2007 gecoverd door Leona Lewis met ondersteuning van een veertien koppige koor op BBC Radio 1's Live Lounge. Jo Whiley, de presentatrice van het programma, zei dat er mensen waren die werkelijk huilden. Het nummer werd meer dan 8.000 keer aangevraagd in de eerste twee minuten van Chris Moyles' programma, de dag nadat zij het gecoverd had. Het nummer belandde op de BBC's A-List, een lijst met de nummers met de meeste airplay per week.
Ze verbaasde iedereen door haar versie niet op haar album Spirit te zetten. Het nummer bleef populair onder de fans en Lewis nam een studioversie van haar interpretatie van Run op en zette dit op de heruitgave van Spirit. Het werd als tweede single van de Spirit: The Deluxe Edition uitgebracht en als vierde single van Spirit over het geheel.
Op 15 november trad ze op met het nummer op de Britse X Factor, met volledige koor. Jurylid Simon Cowell noemde haar performance "absoluut ongelooflijk".

### Release
Run zou als single worden uitgebracht na haar optreden in X Factor maar was in geen enkele online muziekwinkel te vinden. Dermot O'Leary, presentator van het programma, introduceerde zelfs het nummer als haar "nieuwe single". Haar label Sony BMG wilde de verkopen verschuiven naar de verschijningsdatum van Spirit: The Deluxe Edition toe. Een woordvoerder van Lewis verklaarde echter dat het nummer nooit als single gepland stond. Maar onder druk van het publiek werd het nummer toch op single uitgebracht. De Deluxe Edition (luxe-editie) was pas vanaf 1 december in de Britse winkels verkrijgbaar. Maar zowel het album als de single waren in Ierland al verkrijgbaar. Hierdoor debuteerde Run op de nummer 1 in Ierland.

### Kritisch ontvangst
Nathan Connolly, gitarist van Snow Patrol, gaf in november toe dat hij de cover nog steeds niet had gehoord. "Ik heb niets tegen haar, maar ik weet niet of ik het ga steunen of niet. Het is zal zijn wat het zal zijn. In december beschreef zanger Gary Lightbody het nummer als "fenomenaal". Tegen de Schotse krant Daily Record zei hij: "Ze heeft duidelijk het nummer bestudeerd en lang nagedacht over hoe ze het zou moeten interpreteren. Ze heeft het tot de kern gestript. Ik vind dat het echt fenomenaal klinkt. Ik ben geen grote fan van programma's als The X-Factor, maar als dit zulke talenten met zich meebrengt, kan ik het niet afkraken. Zij is de volgende Whitney [Houston]. Ze neemt mijn adem weg.
Run verkreeg drie sterren van de vijf door Digital Spy, die zeiden dat Lewis "de songteksten van Gary Lightbody tot de laatste druppel emotie uitwringt". NME zegt dat het nummer het punt uit het originele nummer mist. The Sentinel beschreef de single als "zo veel beter" dan Snow Patrol's origineel. "Het is met kracht, het is met pijn en het koor erachter brengt het naar een nieuw niveau".
Music Radar zegt het volgende: "De twee versies kunnen niet nog meer verschillend zijn van elkaar. Snow Patrol's spel is duister en somber terwijl die van Leona Lewis pop is", en citeerde daarnaast ook Lightbody "Dat is wat je wil dat een nummer doet... Verschillende interpretaties en meningen. Songs zijn niet monoliet, tenminste de goede dan. Wat Leona gedaan heeft, heeft harten geraakt.
BBC Newsround prees de cover de lucht in en vond dat "de volledige gospelkoor en orkest zich gemakkelijk met de vocalen van Leona aanmeten en de luisteraars herinneren waarom het nummer ervoor zorgde dat mensen huilden toen zij het voor het eerst zong bij Radio 1.

### Commerciële ontvangst
In het Verenigd Koninkrijk was het nummer het snelst verkopende digitale single ooit met 69 244 downloads in slechts twee dagen. Na een week kwam dit op 131.593 singledownloads. In zowel dit land als in Ierland debuteerde het op basis van downloads op de eerste positie in de eerste week van verschijnen. Het is haar respectievelijke derde en tweede nummer 1-lied. Het nummer bereikte in Nederland de vierde plek van de tipparade.
| "Run" in de Nederlandse Single Top 100 - binnen: 10-01-2009 | "Run" in de Nederlandse Single Top 100 - binnen: 10-01-2009 | "Run" in de Nederlandse Single Top 100 - binnen: 10-01-2009 | "Run" in de Nederlandse Single Top 100 - binnen: 10-01-2009 |
| Week                                                        | 1                                                           | 2                                                           | uit                                                         |
| ----------------------------------------------------------- | ----------------------------------------------------------- | ----------------------------------------------------------- | ----------------------------------------------------------- |
| Nummer                                                      | 77                                                          | 99                                                          | uit                                                         |

### Videoclip
De videoclip is geschoten in Zuid-Afrika. Het is geregisseerd door Jake Nava. Het speelt zich af in een bos, waar Lewis aan het lopen is. Zij wordt als het ware gestalkt door de kijker. Tegen het einde van de clip, licht de zon het bos op, waarmee het in overeenstemming komt met de songtekst "Light Up".

### Verschijningsdata
| Regio               | Datum            | Label     | Format                    |
| ------------------- | ---------------- | --------- | ------------------------- |
| Ierland             | 14 november 2008 | Sony BMG  | Download                  |
| Ierland             | 12 december 2008 | Sony BMG  | Cd-single                 |
| Verenigd Koninkrijk | 30 november 2008 | Syco      | Muziekdownload            |
| Verenigd Koninkrijk | 15 december 2008 | Syco      | Cd-single                 |
| Nederland           | 12 december 2008 | Sony BMG  | Cd-single                 |
| Duitsland           | 12 december 2008 | Sony BMG  | Cd-single, muziekdownload |
| Verenigde Staten    | 16 december 2008 | J Records | Muziekdownload            |
| Canada              | 16 december 2008 | J Records | Muziekdownload            |

### Tracklist

#### Britse cd-single
1. "Run" (Single Mix) — 04:38
2. "Nowhere Left to Go" (ft. Cassidy) —
3. "Bleeding Love" (Jason Nevins Extended Mix) — 05:56
4. "Run" (Video) — 04:50

#### Duitse cd-single
1. "Run" (Single Mix) — 04:38
2. "Run" (Video) — 04:50

### Medewerkers
- Schrijver: Gary Lightbody
- strijkersarrangement: Wil Malone
- Achtergrondzang: Alani Gibbon, Beverley Brown, Carmen Reece, Chris Ballin, Jewell Elliott, Joy Malcolm, Ladonna Harley Peters, Lauraine Bristol, Lincoln Jean-Marie, Marvin Cotterell, Vula Malinger
- Bas: John Garrison
- Drums, percussie: Karl Brazil

- Engineer: Jonathan Shakhovskoy
- Gitaar: Luke Potashnick
- Mixer: Jeremy Wheatley
- Orgel: Paul Beard
- Piano: Steve Robson
- Producer: Steve Robson